# یواس‌اس پاترول شماره ۸ (اس‌پی-۵۶)
یواس‌اس پاترول شماره ۸ (اس‌پی-۵۶) (به انگلیسی: USS Patrol No. 8 (SP-56)) یک کشتی بود که طول آن ۷۲ فوت ۰ اینچ (۲۱٫۹۵ متر) بود. این کشتی  در سال ۱۹۱۶ ساخته شد.